# Joseon tongsinsa

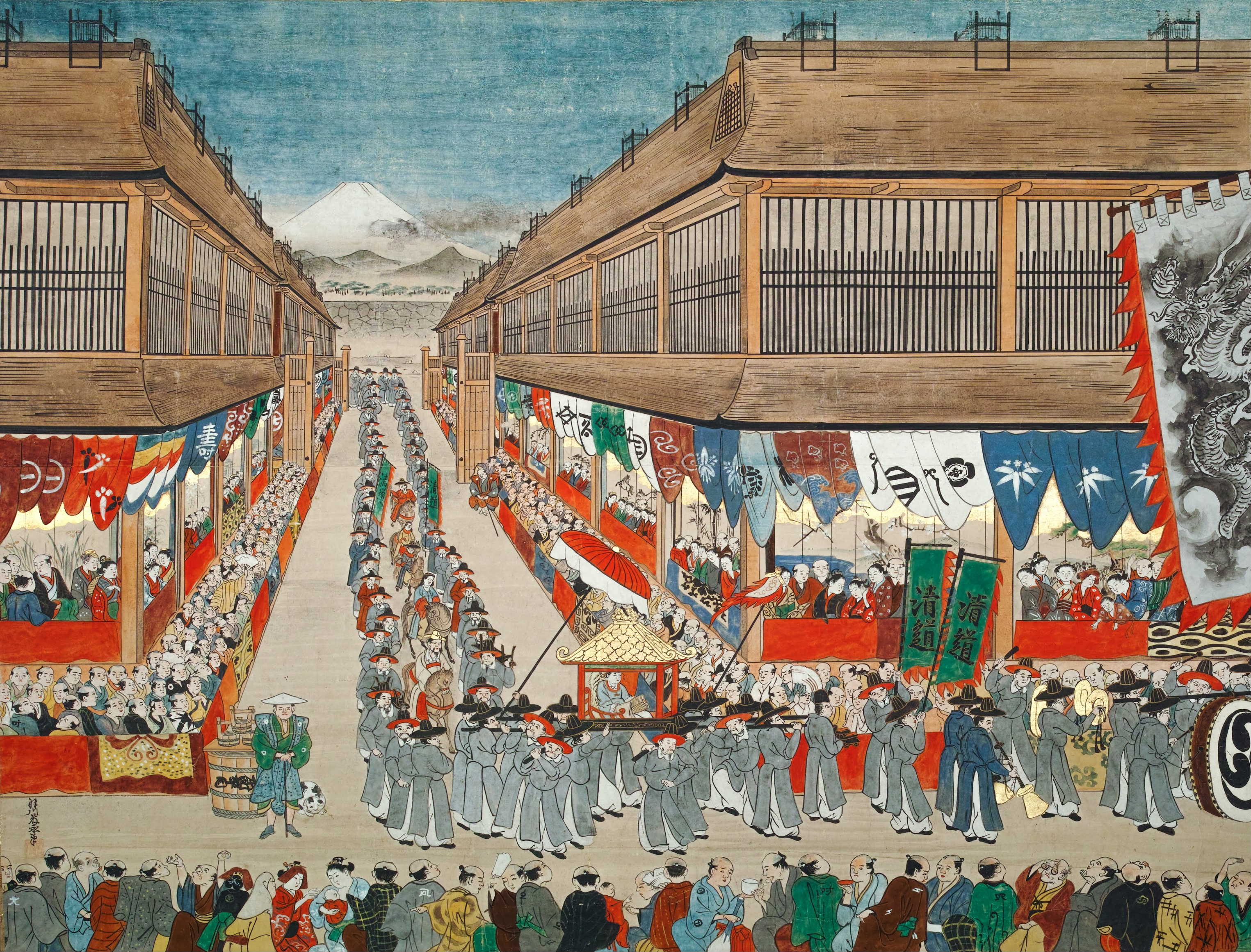
Cette image d'un cortège diplomatique Joseon traversant les rues d'Edo en 1748 est intitulée Chōsen-jin uki-e par Hanegawa Tōei, c. 1748.

Les Joseon tongsinsa sont des missions diplomatiques de bonne volonté envoyées par intermittence, à la demande de l'autorité japonaise résidente, par la dynastie Joseon de Corée au Japon. Le nom coréen identifie un type spécifique de délégation diplomatique et de ses principaux ambassadeurs. Du point de vue diplomatique de Joseon, la description formelle d'une mission comme tongsinsa signifie que les relations sont largement « normalisées », par opposition aux missions qui ne sont pas appelées tongsinsa.
Des émissaires diplomatiques sont envoyés au shogunat de Muromachi et auprès de Toyotomi Hideyoshi entre 1392 et 1590. Des missions similaires sont envoyées au shogunat Tokugawa au Japon entre 1607 et 1811. Après la mission de 1811, une autre mission est préparée mais elle est retardée quatre fois et finalement annulée en raison de troubles intérieurs au Japon qui aboutissent à la restauration de Meiji, après quoi les relations du Japon avec la Corée prennent un ton très différent.

## Histoire
À partir de 1392, de nombreuses missions diplomatiques sont envoyées de la cour de Joseon au Japon. Pas moins de 70 émissaires sont envoyés à Kyoto et Osaka avant le début de l'époque d'Edo du Japon. Les arrivées officielle des missions en série de la Corée vers le Japon sont considérées comme des affaires importantes, et ces événements sont largement notés et enregistrés.
Seules les plus grandes missions diplomatiques officielles envoyées par la cour de Joseon au Japon sont appelées tongsinsa en coréen. Le terme tongsinsa peut être utilisé abusivement pour désigner la pratique de relations unilatérales, mais pas les relations internationales de contacts et de communication mutuelle Joseon-japonaises. Jusqu'à la fin du XVIe siècle, quatre ambassades au Japon sont appelées « ambassades de communication » ou tongsinsa - en 1428, 1439, 1443 et 1590. Après 1607, neuf missions tonsingsa sont envoyées au Japon jusqu'en 1811.
Le modèle unique de ces échanges diplomatiques évolue à partir de modèles établis par les Chinois, mais sans que soit indiquée une relation prédéterminée à la Chine ou à l'ordre du monde chinois.
Durant l'époque d'Edo de l'histoire japonaise, ces missions diplomatiques sont interprétées comme bénéficiant aux Japonais au titre de légitimation de la propagande pour le bakufu (shogunat Tokugawa) et comme élément clé dans la manifestation émergente de la vision idéale du Japon de la structure d'un ordre international ayant Edo pour centre.

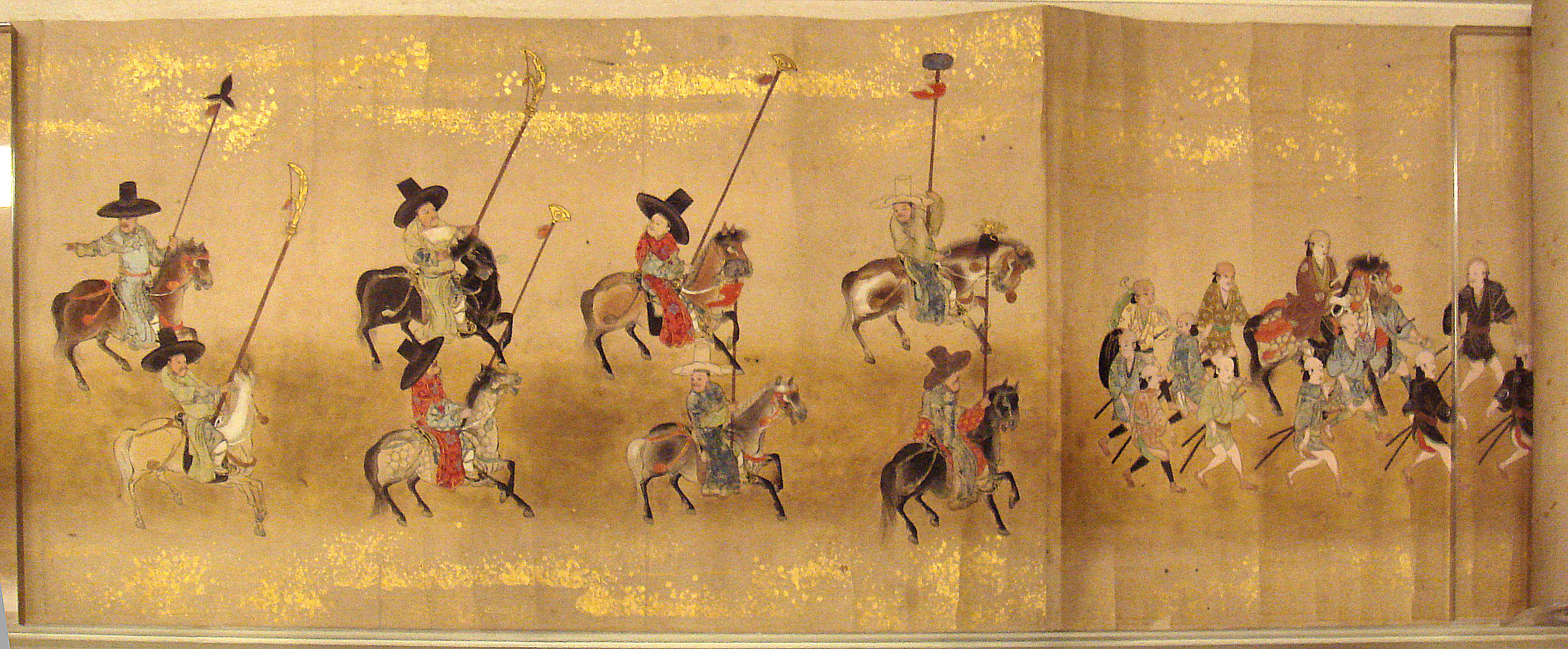
Impression d'une mission Joseon tongsinsa au Japon – attribuée à un artiste de l'école Kanō, circa 1655.

Après l'invasion japonaise de la péninsule coréenne (1592-1598), une nouvelle phase de relations diplomatiques commence. Les ambassades officielles sont précédées par des tractations préalables qui débutent en 1600, peu de temps après que la nouvelle de la défaite de Toyotomi à la bataille de Sekigahara est parvenue à la Cour Joseon.
Comme premier geste dans un processus de rétablissement des relations diplomatiques et comme gage de progrès futurs, certains prisonniers de Joseon sont libérés sur l'île de Tsushima. En réponse, un petit groupe de messagers, sous la direction de Yu Jeong sont envoyés à Kyoto pour approfondir les possibilités d'amélioration des relations. Avec l'aide de Sō Yoshitoshi, une audience avec Tokugawa Ieyasu est arrangée au château de Fushimi à Kyoto. En 1604, Yu Jeong confirme l'intérêt de Joseon pour le développement de ces relations ; le shogun Tokugawa répond en libérant 1 390 prisonniers de guerre.

## Initiatives diplomatiques auxXVeetXVIesiècles
Aux XVe et XVIe siècles, la cour Joseon désigne quatre grandes missions diplomatiques au Japon comme « envoyés de communication » ou tongsinsa – en 1428, 1439, 1443 et 1590.
Au cours de l'époque de Muromachi (1336–1573) et de l'époque Azuchi Momoyama (1568–1603), ces contacts diplomatiques Joseon-Japon sont considérés comme des événements importants.
| Année | Souverain coréen | Envoyé principal de Joseon | Shogun officiel    | But officiel                                                                            |
| ----- | ---------------- | -------------------------- | ------------------ | --------------------------------------------------------------------------------------- |
| 1428  | Sejong           | Bak Seo-saeng (en)         | Ashikaga Yoshinori | Condoléances pour la mort de Yoshimochi, félicitations pour la succession de Yoshinori. |
| 1439  | Sejong           | Go Deuk-jong (en).         | Ashikaga Yoshinori | Relations de voisinage, répression des waegu (pirates japonais)                         |
| 1443  | Sejong           | Byeon Hyo-mun (en).        | Ashikaga Yoshimasa | Condoléances pour la mort de Yoshinori, félicitations pour la succession de Yoshikatsu  |
| 1590  | Seonjo           | Hwang Yun-gil.             | Toyotomi Hideyoshi | Félicitations pour l’œuvre d'unification réalisée par Hideyoshi.                        |

## Invasions de Hideyoshi
La diplomatie est mise de côté en 1592 quand les armées japonaises envahissent le territoire Joseon. Les relations bilatérales rompues ne sont pas restaurées immédiatement après la mort de Hideyoshi en 1598, mais les forces d'invasion se retirent progressivement du terrain occupé dans la péninsule Coréenne.

## Initiatives diplomatiques duXVIIeetXIXesiècles
Aux XVIIe, XVIIIe et XIXe siècles, les dirigeants de la dynastie Joseon envoient douze délégations de grande envergure au Japon, mais toutes ne sont pas considérées comme des missions tongsinsa. Les ambassades sont composées de 400 à 500 délégués, et ces missions contribuent sans doute au développement politique et culturel du Japon en plus de la variété de façons dont les relations bilatérales sont affectées.
Les délégations de 1607, 1617 et 1624 sont explicitement identifiées par la cour de Joseon comme « envoyés de réponse et de rapatriement de prisonniers », interprétées comme moins formelles que tongsinsa ou « envoyés de communication ». L'utilisation du terme tongsinsa signifie que les relations ont été « normalisées ».
Contrairement aux missions au début de l'ère Joseon, le Japon n'envoie pas de généraux pour saluer les missions Joseon ultérieures et seul Joseon dépêche des missions au Japon. Toutefois, cela ne doit pas être considéré comme une preuve que cette forme de relations diplomatiques est unilatérale ou favorise le Japon – après les invasions de la Corée par Hideyoshi, il est interdit aux envoyés japonais de se rendre à Séoul et les missions japonaises vers la Corée s'interrompent à la résidence japonaise à Busan (pendant les invasions, les armées japonaises ont emprunté la route utilisée précédemment par les missions japonaises de Séoul à Busan). En outre, le coût de l'expédition de ces missions est intégralement pris en charge par le shogunat du Japon (ce qui, dans le cadre des trois missions de « communication » qui ont servi à normaliser les relations entre la Corée et le Japon après 1598, semble équitable), dont le montant, selon certaines estimations, égale le budget annuel du shogunat.
Au cours de l'époque d'Edo (1603–1868) du Japon, les contacts diplomatiques Joseon-Japon sont considérés comme des événements importants, à l'exception de la délégation de 1811. L'ambassadeur et sa suite du monarque Joseon se rendent jusqu'à l'île Tsushima. Les représentants du shogun Ienari rencontrent la mission Joseon sur l'île située au milieu du détroit de Corée entre la péninsule Coréenne et Kyūshū. Après la mission de 1811, une autre mission est préparée mais elle est retardée quatre fois et finalement annulée en raison de troubles intérieurs au Japon qui aboutissent à la restauration de Meiji.
| Année | Souverain coréen | Principal envoyé de Joseon | Shogun japonais     | Objet officiel                                         |
| ----- | ---------------- | -------------------------- | ------------------- | ------------------------------------------------------ |
| 1636  | Injo             | Im Gwang (en).             | Tokugawa Iemitsu    | Célébration de la prospérité                           |
| 1643  | Injo             | Yun Sunji (en).            | Tokugawa Iemitsu    | Célébration de l'anniversaire du shogun Iemitsu.       |
| 1655  | Hyojong          | Jo Hyeong (en).            | Tokugawa Ietsuna    | Félicitations pour la succession du shogun Ietsuna.    |
| 1682  | Sukjong          | Yun Jiwan (en).            | Tokugawa Tsunayoshi | Félicitations pour la succession du shogun Tsunayoshi. |
| 1711  | Sukjong          | Jo Tae-eok (en).           | Tokugawa Ienobu     | Félicitations pour la succession du shogun Ienobu.     |
| 1719  | Sukjong          | Hong Chi-jung (en).        | Tokugawa Yoshimune  | Félicitations pour la succession du shogun Yoshimune.  |
| 1748  | Yeongjo          | Hong Gye-hui (en).         | Tokugawa Ieshige    | Félicitations pour la succession du shogun Ieshige.    |
| 1764  | Yeongjo          | Jo Eom (en)                | Tokugawa Ieharu     | Félicitations pour la succession du shogun Ieharu      |
| 1811‡ | Sunjo            | Kim Igyo (en)              | Tokugawa Ienari     | Félicitations pour la succession du shogun Ienari      |

‡. Le tongsinsa de 1811 est incomplet; la délégation ne voyage pas au-delà de Tsushima, où les envoyés de Joseon sont accueillis par des représentants du shogunat.

## Source de la traduction
- (en) Cet article est partiellement ou en totalité issu de l’article de Wikipédia en anglais intitulé « Joseon Tongsinsa » (voir la liste des auteurs).